# Cide Hamete Benengeli
Cide Hamete Benengeli (en espagnol), parfois orthographié en français Cid Hamet Ben Engeli ou Sidi Ahmed Benengeli, est un personnage fictif, historien musulman supposé, créé par Miguel de Cervantes dans son roman L'Ingénieux Hidalgo Don Quichotte de la Manche. Cervantes affirme que c'est ce cid, et non lui, qui a écrit une grande partie du Quichotte (depuis le chapitre IX). Le roman apparaît ainsi comme la traduction d'un texte plus ancien écrit en langue arabe, qui relate des faits supposés véridiques.
Cette habile pirouette littéraire métafictionnelle semble viser à donner au texte une plus grande crédibilité, en faisant croire que Don Quichotte est un personnage bien réel et que l'histoire est vieille de plusieurs dizaines d'années. Pourtant, il est évident pour le lecteur qu'une telle chose est impossible, car la présence de Cide Hamete entraîne de nombreuses anomalies temporelles.
Cide Hamete est morisque : bien qu'il ne soit pas désigné explicitement comme tel, Cervantes le dit « arabe et de la Manche », autrement dit, un musulman espagnol de langue arabe, et non un Maghrébin ou un Arabe.

## À propos du nom
La signification du nom de cet auteur fictif a donné lieu à de nombreuses interprétations. Le premier élément, « Cide », est le seul qui ne pose aucun problème : comme Don Quichotte lui-même l'explique, il signifie « Seigneur » ou « Monsieur » en arabe. C'est une hispanisation de سيد sīd, « seigneur », ou de سيدي sīdī « mon seigneur », déformations dialectales respectives de sayyid et sayyidī, qui ont également donné Cid, surnom de Rodrigo Díaz de Bivar (Rodrigo Díaz de Vivar en bon espagnol).
Le nom « Hamete » est aussi la forme castillane d'un nom propre arabe qui apparaît fréquemment dans les hispanisations de l'onomastique hispano-musulmane. Il n'y a cependant pas de consensus sur son équivalent exact en arabe, qui peut correspondre à trois noms masculins très proches et étymologiquement apparentés. L'hispaniste égyptien Abd al-Aziz al-Ahwani (es), en fait un équivalent de حمادة Ḥamāda ; Abd al-Rahman Badawi lui préfère حميد Ḥāmid ; enfin Mahmud Ali Makki (es) affirme qu'il s'agit de أحمد Aḥmad, ce dernier nom étant d'usage plus courant que les deux autres.
La signification de « Benengeli » a fait couler encore plus d'encre. L'arabisant José Antonio Conde (mort en 1820) proposa le premier une interprétation qui en fait l'hispanisation de ابن الأيل ibn al-ayyil, « fils du cerf », façon pour Cervantes de faire une allusion subtile à son propre nom. Diego Clemencín (es), spécialiste de Cervantes, est du même avis, ainsi qu'Abd al-Rahman Badawi.
L'orientaliste Leopoldo Eguílaz y Yanguas (es) fait dériver « Benengeli » de berenjena (« aubergine »), interprétation que donne également Sancho Panza dans le roman.
Les spécialistes de Cervantes Saadeddine Bencheneb et Charles Marcilly ont proposé comme étymologie ابن الإنجيل ibn al-Inŷīl, c'est-à-dire « fils de l'Évangile », qui serait un jeu de mots ironique de Cervantes sur le nom de l'auteur supposé du Quichotte, musulman, opposé à l'auteur réel, chrétien (lui-même).
Pour l'hispaniste Mahmud Ali Makki, aucune des interprétations précédentes n'est cohérente, et comme d'autres auteurs il penche pour un nom de pure invention, bien qu'il signale qu'il puisse être inspiré du nom d'une famille andalouse connue originaire de Dénia, les Beni Burungal ou Berenguel (بني برنجل, nom d'origine catalane — Berenguer —, arabisé puis romanisé à nouveau en Berenguel).
Pour ce qui est de la relation de Cervantes à ce qui est arabe et mauresque en général, et à la langue arabe en particulier (sans laquelle il n'aurait pas pu faire ces jeux de mots qui lui sont attribués dans le cas de « Benengeli »), il faut se souvenir qu'il a passé cinq années de captivité à Alger durant lesquelles lui est venue l'inspiration d'écrire cette œuvre. En tant que prisonnier rançonnable, on lui permettait de se déplacer dans la ville et d'entrer en relation avec ses habitants. D'autre part, Américo Castro a le premier signalé sa possible origine de converso ou « nouveau chrétien », hypothèse qui a été soutenue de façon plus ou moins forte par les auteurs postérieurs. Enfin, la Manche, ainsi qu'une bonne partie de la moitié sud de la péninsule, était densément peuplée par les morisques. En tout cas, ce qui était arabe et islamique ne lui était pas étranger.

## Postérité
- Si vous ne connaissez pas le sujet, laissez ce bandeau (vous pouvez alors contacter les auteurs).
- Si vous supprimez le contenu mis en cause (vous pouvez préalablement contacter les auteurs),

argumentez précisément cette suppression dans la page de discussion
(un manque de référence n'est pas un argument ; une recherche réelle de référence doit avoir été effectuée, être formellement documentée).
Dans Pierre Ménard, auteur du Quichotte, Jorge Luis Borges imagine un auteur du XXe siècle dont le but est d'écrire à nouveau le Quichotte : il s'agit non pas d'en faire une transposition romanesque, ni de le recopier, mais de recréer l'œuvre mot pour mot. Pierre Ménard apparaît donc comme un pendant inversé de Cide Hamete Benengeli, d'autant que le passage choisi par Borges pour illustrer et commenter la tentative de Ménard (« la vérité, dont la mère est l'histoire : émule du temps... »), se trouve précisément au chapitre IX du Quichotte, dans le paragraphe où Cervantes s'interroge sur la fiabilité du récit de Benengeli (suspect de déformer les aventures de Don Quichotte en tant qu'ennemi des chrétiens, mais néanmoins historien).